# Las Vegas - Terapia per due
Las Vegas - Terapia per due è un film commedia del 2008, scritta, prodotta da Peter Tolan.

## Trama
Taylor Peters ha problemi con alcol e con le scommesse ai cavalli che gli causano conflitti con la moglie; attualmente è un produttore di bassa categoria in TV. Un giorno escogita un piano per andare a cercare la sua nipote Amanda a Las Vegas, ma il suo piano non va totalmente per il verso giusto.

## Produzione
Alcune scene del film sono state girate a Santa Clarita in California, USA.